# 墨西拿天文钟

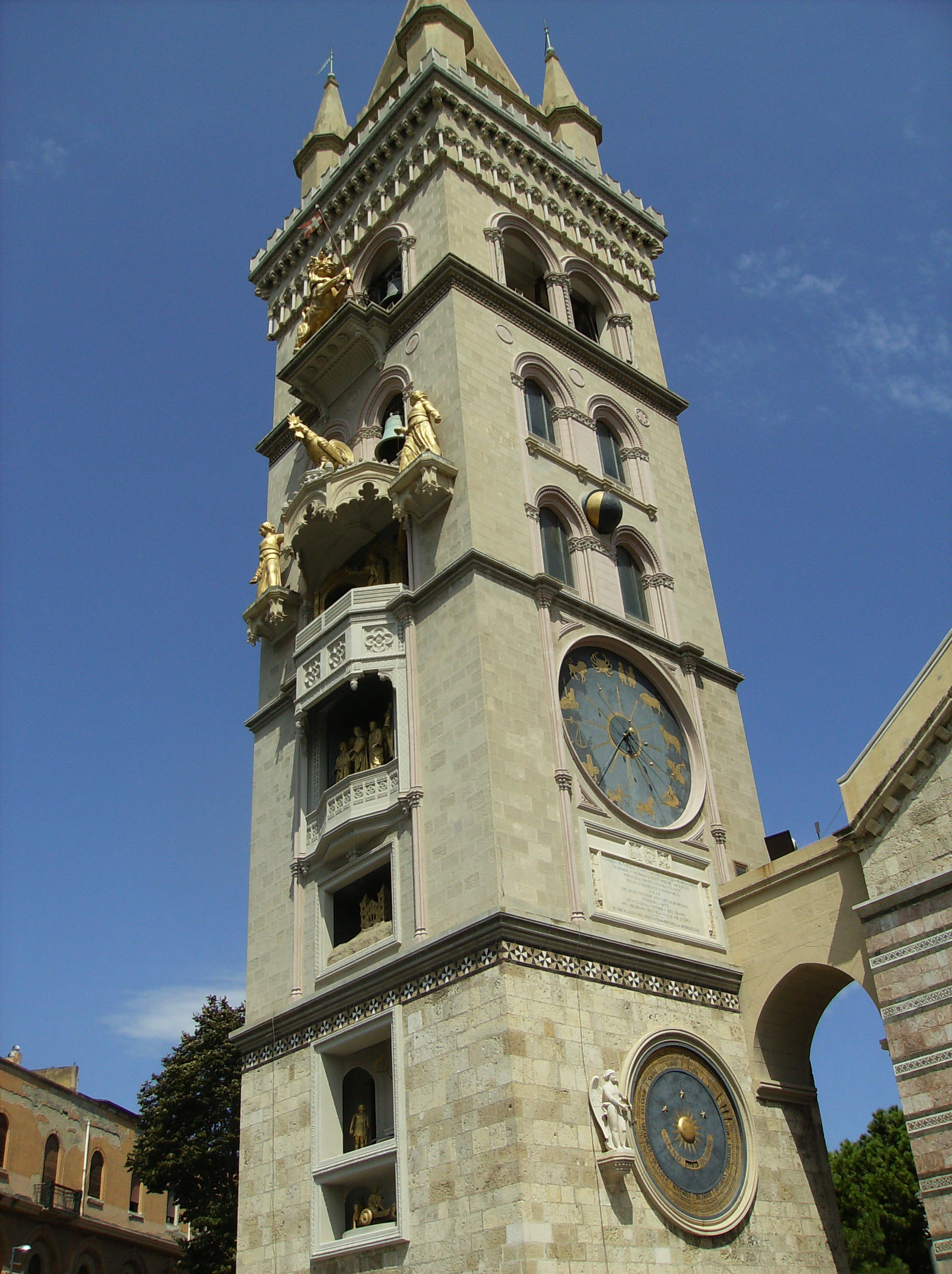

38°11′32.14″N 15°33′16.84″E / 38.1922611°N 15.5546778°E
墨西拿天文钟（義大利語：Orologio astronomico di Messina）是一台天文钟，于1933年由斯特拉斯堡的恩格勒公司建造，安装在墨西拿主教座堂的钟楼。
机械设计是由弗雷德里克·克林格默负责，艺术设计是由蒂奥多尔·昂格勒负责。部分设计类似于斯特拉斯堡天文钟。它受墨西拿总主教安杰洛·佩诺的委托，为1908年墨西拿地震后的钟楼重建做纪念，教宗庇护十一世送给他斯特拉斯堡钟的工作模型。

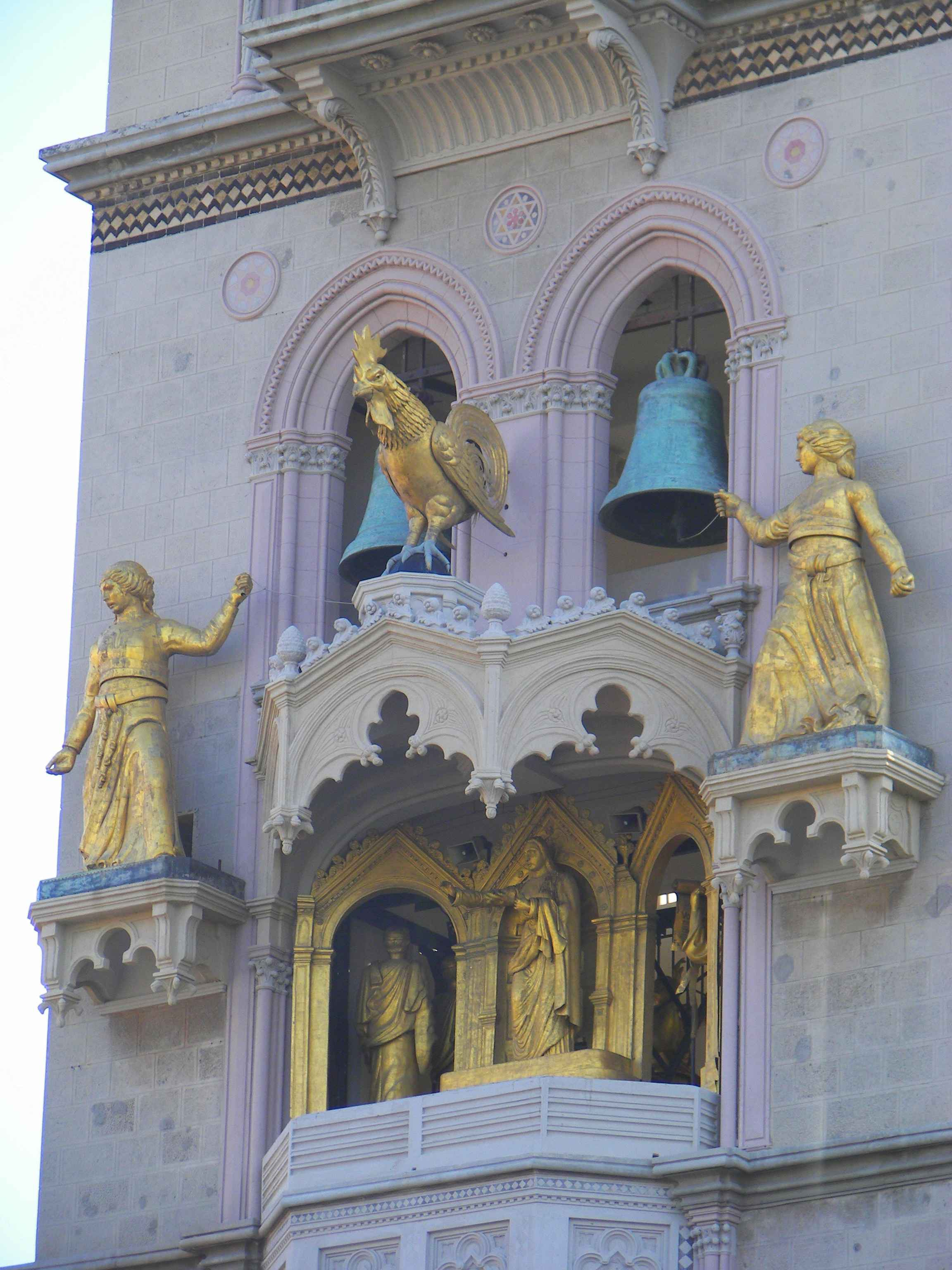

## 描述
钟楼面向广场的一侧，从下到上：
- 一周中每一天都有一位神，坐在一辆由动物拉着的战车上：[2]
  - 周日：阿波罗，驾马
  - 周一：狄阿娜，驾鹿
  - 周二：玛尔斯，驾马
  - 周三：墨丘利，驾豹
  - 周四：朱庇特，驾喀迈拉
  - 周五：维纳斯，驾鸽
  - 周六：萨图尔努斯 ，驾喀迈拉
- 生命周期。四尊雕像代表了人类的年龄：孩子、年轻人、战士和老人。[3]